# Хальштейн, Вальтер
Вальтер Хальштейн (нем. Walter Hallstein, 17 ноября 1901, Майнц — 29 марта 1982, Штутгарт) — немецкий политик и государственный деятель ФРГ, юрист.

## Биография
Родился в лютеранской семье правительственного чиновника. После окончания гимназии изучал право и политологию в университетах Бонна, Мюнхена и Берлина. В 1925 году защитил диплом в Берлинском университете по юриспруденции. Затем работал в области международного права, с 1929 года — приват-доцент Берлинского университета. С 1930 по 1941 год — профессор частного и общественного права университета Ростока. Был членом некоторых курируемых нацистами организаций (таких, как Национал-социалистского союза защиты права, «Национал-социалистическая народная благотворительность» и т. п.), но членом НСДАП не был. В 1941 году стал профессором права Франкфуртского университета. В 1942—1944 годах — на военной службе, лейтенант артиллерии. Воевал в Северной Африке и во Франции. В 1944 году попал во Франции в плен к американцам.
В 1945 году вернулся из плена и приложил усилия к открытию университета во Франкфурте-на-Майне. В 1946—1948 годах он его первый избранный директор. Затем был приглашён на работу в США, в 1948-50 — профессор Джорджтаунского университета в Вашингтоне. После возвращения в 1950 году работал над образованием Западногерманского государства. Возглавлял делегации ФРГ на переговорах о её вступлении в ЮНЕСКО и на Парижской конференции по созданию Европейского объединения угля и стали. 28 августа 1950 года был назначен статс-секретарём при федеральном канцлере. С момента образования министерства иностранных дел ФРГ в 1951 году и по 1958 год был статс-секретарём министерства. Был инициатором доктрины Хальштейна, выступал за налаживание дружественных отношений с Израилем, был сторонником евроинтеграции и, в то же время, противником сближения с социалистическими государствами Восточной Европы, в том числе и с ГДР.
С 1958 года был председателем первой еврокомиссии создаваемого Общего рынка. В 1967 году, по настоянию Шарля де Голля, оставил этот пост. В 1968—1971 годах был председателем Международного европейского движения. В 1969—1972 — депутат бундестага от партии ХДС.

## Избранные награды
- Баварский орден «За заслуги»
- За заслуги перед Итальянской Республикой (орден) (1953)
- Международная премия им. Карла Великого (1961)

## Оценка деятельности
Ежегодно Франкфуртским университетом, городом Франкфурт-на-Майне и Dresdner Bank присуждается премия Вальтера Хальштейна за особый вклад в европейскую интеграцию.
В 1997 году при Берлинском университете образован Институт Вальтера Хальштейна по Европейскому конституционному праву.